# Éruption solaire de 1989
L'éruption solaire de 1989 est une importante éruption solaire, qui survient durant le cycle solaire 22 et qui affecte la Terre. Elle entraîne des variations du champ magnétique terrestre, provoquant entre autres l'écroulement du réseau électrique d'Hydro-Québec (TransÉnergie).

## Tempête géomagnétique
La tempête géomagnétique est provoquée par une éjection de masse coronale, le 9 mars 1989. L'éruption est quatre fois plus importante que la normale. Trois jours et demi plus, tard, à 2 h 44 le 13 mars 1989, un orage géomagnétique violent heurte la Terre,. Il provoque des aurores polaires, dont une est aperçue à une latitude aussi méridionale que le Texas.
L'événement, qui survient durant la guerre froide, fait craindre à certains qu'une attaque-surprise à l'arme nucléaire soit en cours. D'autres croient que les aurores boréales intenses ont peut-être un lien avec la mission de la navette spatiale STS-29, lancée le même jour à 9 h 57. La décharge provoque des interférences sur les fréquences à ondes courtes, qui se propagent à longue distance grâce à l'ionosphère. Elle affecte notamment le signal de Radio Free Europe à destination de la Russie, ce qui fait soupçonner un brouillage par le gouvernement soviétique.

## Effets

### Panne électrique au Québec
Plusieurs réseaux électriques en Amérique du Nord ont ressenti l'effet de la tempête et signalé des incidents, allant de fluctuations mineures jusqu'à la défaillance de lignes et au bris d'équipements. C'est toutefois au Québec que les conséquences de la tempête ont été les plus graves.
Le choc a créé une trentaine de variations brusques du champ magnétique terrestre, qui ont provoqué le déclenchement des mécanismes de protection des lignes de transport d'électricité, isolant le réseau de la Baie-James et entraînant une panne générale d'électricité qui a duré 9 heures. Blais et Metsa (1993) décrivent la séquence des événements :

« Les courants telluriques induits par l'orage ont engendré des tensions et des courants d'intensité considérable sur le réseau de La Grande. L'asymétrie de tension sur le réseau à 735 kV a atteint 15 %. En moins d'une minute, les sept compensateurs voltampère réactifs statiques en service du réseau La Grande ont défailli [sic] l'un après l'autre… Après la perte du dernier compensateur voltampère réactif statique, la tension a chuté si radicalement sur le réseau La Grande (0,2 u.p.) que chacune des cinq lignes vers Montréal est tombée en panne en raison d'une perte de synchronisme (défaut virtuel) et que l'ensemble du réseau s'est séparé. La perte de 9 450 MW de capacité de production a provoqué une baisse rapide de fréquence aux sous-stations de répartition. Les commandes de délestage automatique en cas de fréquences insuffisantes ont bien fonctionné, mais elles ne sont pas conçues pour une récupération après une perte de capacité de production équivalente à environ la moitié de la charge du système. Le reste du réseau s'est écroulé pièce par pièce en 25 secondes. »

Il s'agit des dégâts les plus importants causés par un orage magnétique. Ils ont coûté 13 milliards de dollars.

### Effet sur une force militaire
L'une des rares opérations militaires dont on sait qu'elles ont été affectées a été la composante australienne de la force de maintien de la paix de l'ONU déployée en Namibie. La tempête est survenue lors de l'arrivée dans le pays des premiers éléments du contingent, mais on croit que ses effets ont duré plusieurs semaines. La contribution australienne au groupe d'assistance des Nations unies pour la période de transition en Namibie était très dépendante des communications à haute fréquence, qui ont été lourdement affectées,.